# Lucas Entertainment
Lucas Entertainment è una casa di produzione cinematografica statunitense che produce e distribuisce film pornografici gay.

## Panoramica
Fondata nel 1998 dall'attore pornografico Michael Lucas, con i soldi risparmiati con il suo lavoro di prostituzione. Nel 2004 inizia l'attività della Lucas Distribution Inc., che distribuisce video per adulti. Nel corso degli anni la Lucas Entertainment, grazie alle sue produzioni, si è guadagnata diversi riconoscimenti come diversi GayVN Awards e Adult Erotic Gay Video Awards ("Grabbys").
Nel 2005 viene prodotto un adattamento de Le relazioni pericolose in chiave pornografia, film che si avvale della partecipazione di personaggi, in ruoli non sessuali, come RuPaul, Boy George, Amanda Lepore e molti altri. Nel 2006 viene prodotto e distribuito Michael Lucas' La Dolce Vita un remake pornografico, diviso in due parti, de La dolce vita di Federico Fellini. Il film si aggiudica ben 14 ai GayVN Awards, vincendo ogni categoria nella quale era stato nominato.
Dopo la distribuzione del film, la International Media films Inc. ha sporto denuncia nei confronti del regista e produttore Michael Lucas, accusandolo di violazione dei diritti di copyright e di uso improprio di marchio commerciale. Nella denuncia è stato richiesto il blocco immediato delle vendite del film. La disputa si è conclusa nell'aprile del 2010 quando un giudice federale ha sentenziato che Michael Lucas non ha violato la legge sul diritto d'autore, considerando il film di Fellini un'opera importante per la cinematografia e quindi di dominio pubblico.

## Lista parziale dei modelli della Lucas Entertainment

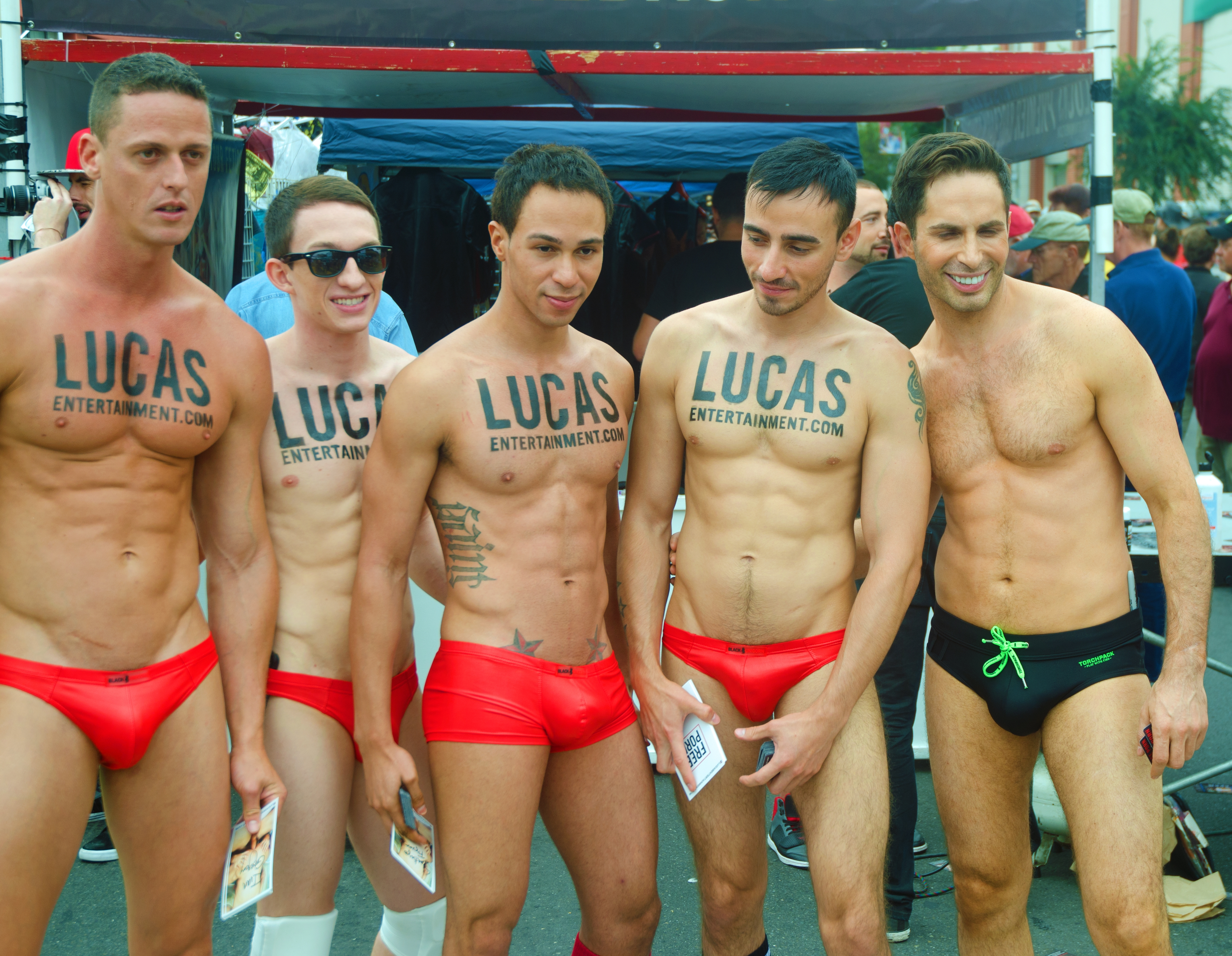
Michael Lucas (destra) con alcuni modelli della Lucas Entertainment alla Folsom Street Fair 2014

| - Michael Lucas - Ben Andrews - Bruce Beckam - Wilfried Knight - Ray Star - Jackson Wild - Scott Tanner - Manuel Torres - Fabio Stallone - Marco Rubi - Diesel Washington - Woody Fox - Angelo Marconi - D.O. - Jeremy Stevens - Landon Conrad - Jessy Ares - Marco Sessions - Will Helm - Isaac Jones - Kriss Aston - Tristan Jaxx - Dirk Caber |  | - Jason Ridge - Gus Mattox - Árpád Miklós - Wolf Hudson - Robin Sanchez - Wagner Vittoria - Lucio Saints - Junior Stellano - Diego Lauzen - Misha Dante - Derek Parker - Liam Magnuson - Johnny Hazzard - Billy Santoro - Chad Hunt - Jonathan Agassi - Rafael Alencar - Parker London - Matan Shalev - Raul Corso - Cam Christou - Armond Rizzo - Ben Brown |  | - Avi Dar - Adam Killian - Spencer Reed - Trenton Ducati - Alex Marte - Dato Foland - Brent Alex - Fernando Torres - Valentino Medici - Rafael Carreras - Logan Moore - Tomas Brand - Logan Rogue - Chris Cocker - Tyler Saint - Morgan Black - Marcus Isaacs - Jesse Santana - Donato Reyes - Paddy O'Brian - Dean Monroe - Charlie Harding - Bo Dean - Christopher Daniels - Zander Craze |